# Shana Cox
Shana Cox (née le 22 janvier 1985 à Hicksville, aux États-Unis) est une athlète britannique, spécialiste du 400 mètres.

## Biographie
Née aux États-Unis de parents britanniques, elle est autorisée à concourir sous les couleurs du Royaume-Uni à partir du 10 avril 2011,. 
Elle se distingue dès le mois de juin 2011 en se classant troisième des Championnats d'Europe par équipes de Stockholm en 51 s 49, s'inclinant face à Antonina Yefremova et Denisa Rosolová.
En 2012, lors des Championnats du monde en salle d'Istanbul, Shana Cox atteint la cinquième place de la finale du 400 mètres et porte son record personnel à 52 s 13. Aligné par ailleurs dans l'épreuve du relais 4 × 400 m, elle remporte le titre mondial en compagnie de ses compatriotes Nicola Sanders, Christine Ohuruogu et Perri Shakes-Drayton. L'équipe du Royaume-Uni, qui signe la meilleure performance mondiale de l'année en 3 min 28 s 76, devance les États-Unis et la Russie.

## Palmarès
| Date | Compétition                       | Lieu           | Résultat | Épreuve   |
| ---- | --------------------------------- | -------------- | -------- | --------- |
| 2011 | Championnats d'Europe par équipes | Stockholm      | 3e       | 400 m     |
| 2012 | Championnats du monde en salle    | Istanbul       | 5e       | 400 m     |
| 2012 | Championnats du monde en salle    | Istanbul       | 1er      | 4 × 400 m |
| 2012 | Jeux olympiques                   | Rio de Janeiro | 4e       | 4 x 400 m |
| 2013 | Championnats d'Europe en salle    | Göteborg       | 1re      | 4 × 400 m |
| 2013 | Championnats d'Europe par équipes | Gateshead      | 1re      | 4 × 400 m |
| 2013 | Championnats du monde             | Moscou         | 2e       | 4 × 400 m |
| 2014 | Championnats du monde en salle    | Sopot          | 3e       | 4 × 400 m |
| 2014 | Relais mondiaux de l'IAAF         | Nassau         | 7e       | 4 × 400 m |
| 2014 | Jeux du Commonwealth              | Glasgow        | 3e       | 4 × 400 m |
| 2014 | Championnats d'Europe             | Zurich         | 3e       | 4 × 400 m |

## Records
| Épreuve | Épreuve      | Temps   | Lieu        | Date         |
| ------- | ------------ | ------- | ----------- | ------------ |
| 400 m   | En plein air | 50 s 84 | Tallahassee | 31 mai 2008  |
| 400 m   | En salle     | 52 s 13 | Istanbul    | 10 mars 2012 |